# Maybank
Malayan Banking Berhad (Maybank) — малайзийский банк, один из крупнейших в Юго-Восточной Азии. Основан в 1960 году.

## История
Основатель банка, Кхо Тек Пуат (Khoo Teck Puat), родился в богатой семье малайцев китайского происхождения. Его отец в 1932 году стал одним из сооснователей Oversea-Chinese Banking Corporation («Банковской корпорации зарубежных китайцев»). Кхо Тек Пуат начинал карьеру в этом банке и достиг значительных постов, но к концу 1950-х годов понял, что его перспективы там ограничены, поэтому в 1960 году основал свой банк Malayan Banking Berhad, вскоре ставший известным как Maybank; он также был ориентирован на китайскую диаспору в Малайзии. В 1960-х и 70-х годах банк рос со скоростью 20 новых отделений в год. В 1964 году была создана дочерняя компания по управлению трастовыми фондами Mayban Trustees Bhd, а в 1973 году — дочерний инвестиционный банк Aseambankers Malaysia Berhad.
В 1990 году Лабуан был сделан малайзийской офшорной зоной, чем воспользовался Maybank, создав там несколько дочерних структур, в частности Maybank International Ltd., занимающийся регистрацией офшорных компаний. В начале 1990-х годов Maybank также начал предоставлять услуги страхования жизни и вышел на новые рынки: Индонезии, Папуа — Новой Гвинеи, Брунея, Мьянмы, Вьетнама, Камбоджи и Узбекистана. В 1997 году было создано совместное предприятие с Национальным банком Филиппин. К концу 1990-х годов Maybank занял достаточно прочные позиции на малайзийском рынке и не только не пострадал от азиатского финансового кризиса, но и значительно вырос за счёт поглощения менее успешных конкурентов. На начало 2000-х годов Maybank вошёл в число 120 крупнейших банков мира. В 2002 году в Шанхае было открыто первое отделение малайзийского банка в КНР. В 2002 году была создана дочерняя компания Mayban Takaful по предоставлению страховых услуг, не противоречащих исламу (государственной религии Малайзии). В 2004 году умер основатель банка, до этого времени остававшийся его руководителем; он был одним из богатейших людей страны с состоянием $5 млрд и значительными интересами в банковском и гостиничном бизнесе.

## Деятельность
Сеть банка насчитывает около тысячи отделений, из них 354 в Малайзии, 360 в Индонезии, 167 во Вьетнаме, 65 на Филиппинах, 21 в Камбодже, 18 в Сингапуре, 2 в Брунее, по одному в Лаосе и Мьянме, представительства имеются в Таиланде, КНР, Индии, Пакистане, Саудовской Аравии, ОАЭ, США, Великобритании и Узбекистане. Обслуживает около 15 млн клиентов. По размеру выручки основным рынком является Малайзия (72 %), далее следуют Сингапур (14 %) и Индонезия (9 %).
На конец 2020 года активы банка составляли 857 млрд малайзийских ринггитов ($204 млрд), из них 512 млрд пришлось на выданные кредиты, а 215 млрд — на инвестиции. Из пассивов 556 млрд составили принятые депозиты.

## Дочерние компании
- Maybank Group Islamic Banking (исламский банкинг)
- Etiqa (страхование)
- Maybank Kim Eng Group (инвестиционный банкинг)
- Maybank Asset Management Group Berhad (управление активами)
- Maybank Singapore Limited (банк, Сингапур)
- PT Bank Maybank Indonesia TBK (банк, Индонезия)
- Maybank Greater China (банк, КНР включая Гонконг, основан в 1962 году)
- Maybank Philippines (банк, Филиппины, основан в 1997 году)
- Maybank (Cambodia) Plc (банк, Камбоджа, основан в 1993 году)
- Maybank Vietnam (банк, Вьетнам, основан в 1995 году)
- Maybank Myanmar (банк, Мьянма, основан в 2015 году)
- Maybank Laos (банк, Лаос, основан в 2012 году)
- Maybank Brunei (банк, Бруней, основан в 1960 году)
- Maybank New York (банк, США, основан в 1984 году)
- Maybank London (банк, Великобритания, основан в 1962 году)[1]